# 村田知沙
村田知沙（日语：／ Murata Tomosa，1981年2月5日—），日本北海道出生，女性声優，隸屬メディアフォース。血液是O型。

## 概要
有一个同卵雙胞胎的姐姐。
传说的勇者的传说中扮演的伊莉絲・艾利斯的报告的图画是用非慣用手的左手画的。

## 出演作品
※粗體字為主要角色

### 電視動畫
2009年
- 涼宮春日的憂鬱（2009年版）（小學女生）

2010年
- 傳說的勇者的傳說（伊莉絲·艾利斯）

2011年
- 未來日記（我妻由乃）

2012年
- 戰國Collection（Angel）

2014年
- 臨時女友（新田萌果）

2021年
- 中華一番(李可)

### Web動畫
- クラレちゃん（クラレ）

### 遊戲
2012年
- 未來日記 第13名日記所有者 RE:WRITE（我妻由乃）
- 臨時女友（新田萌果）
- DUNAMIS15
- BREAK雀BURST（艾爾芙雷德）

2019年
- 食夢計劃  (邦妮)

### 真人
- Anime-TV（TOKYO MX他：客串演出）

### 廣播
- 太紀・玲子のドリゲッチュ（副主持人）

廣播連續劇
- 碧風高原鉄道へようこそ（ハセベさん）

## 註解
1. ↑  传说的勇者的传说广播剧#17。

## 外部連結
- メディアフォースによるプロフィール （页面存档备份，存于）（日語）
- ブリキの星と虹の蒼 村田知沙個人ブログ （页面存档备份，存于）（日語）
- 村田知沙 (tomtomtomosa)的X（前Twitter）（日語）